# أتري
أتري (بالإيطالية: Atri)‏ هي بلدية في مقاطعة تيرامو في إقليم أبروتسو في إيطاليا.

## السكان
تطور النمو السكاني لـ أتري

## توأمة
لأتري اتفاقيات توأمة مع كل من:
- كونفيرسانو
- ناردو
- ليتشي ني مارسي

## أعلام
- برونو مارتيلا
- جيوليو فالكوني
- يعقوبو ديزي
- أليساندرو دوناتي
- إيرنيستو تيرا